# مضخة عاملة بطاقة الرياح

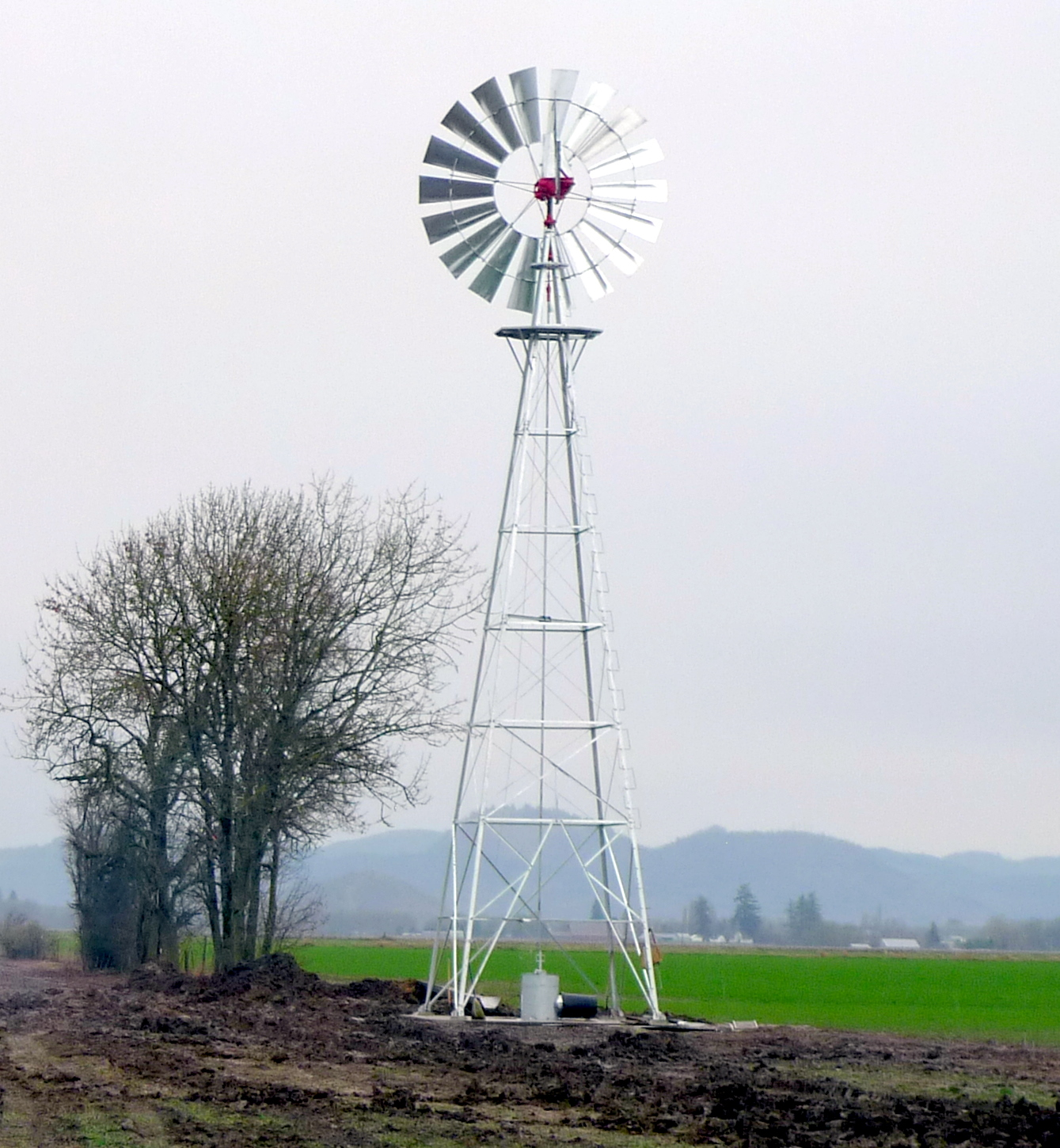
مضخة مياه عاملة بطاقة الرياح [بأحد الأرياف

المضخة العاملة بطاقة الرياح أو (بالإنجليزية: Windpump)‏ هي أشبه ما يكون بطواحين الهواء ولكنها تستخدم لهدف آخر وهو ضخ أو دفع المياه من الآبار لأعلى. تم استخدامها مبدئياً منذ القرن التاسع الميلادي في البلاد الإسلاميةالشرقية مثل باكستان وأفغانستان وإيران. ثم تطورت مع الوقت لتستخدمها دول أوروبا مثل هولندا وإنجلتر.

## وصلات خارجية
- A detailed photographic record of the restoration of an 8' Stewarts & Lloyds windpump in South Africa
- History of the Water Pumping Windmill in America.
- How Water Pumping Windmills work.